# 大好き!かりんちゃん
『大好き!かりんちゃん』（だいすき!かりんちゃん）は、2013年11月5日からテレビ東京で放送されたミニドラマ。

## あらすじ
花梨（かりん）の出身地長野県の特産品はかりん。毎年この時期実家から沢山送られてくる「かりん」を使い料理をする。

## 出演者
- 熱血銀行員の夫半田ナオキ(夫):堤下敦（インパルス）
- 花梨(妻):杉原杏璃

## 放送リスト
| 回 | 放送日        | 料理               |
| -- | ------------- | ------------------ |
| 1  | 2013年11月5日 | かりんの出汁茶漬け |

## スタッフ
- 制作協力:花組
- 製作・著作:テレビ東京